# هانس-تیلو اشمیت
هانس-تیلو اشمیت (آلمانی: Hans-Thilo Schmidt؛ ۱۸ مهٔ ۱۸۹۳ – ۱۹ سپتامبر ۱۹۴۳) جاسوس اهل آلمان بود. اشمیت، که پیش‌تر یک افسر نظامی بود، به‌دلیل آسیب ناشی از گازهای سمی در جریان جنگ جهانی اول ناچار به ترک ارتش شد. برادرش، رودلف اشمیت، برای او یک سِمَت غیرنظامی در دفتر رمزنگاری نیروهای مسلح آلمان، معروف به دفتر رمز (Cipher Office)، فراهم کرد.
او در دههٔ ۳۰ میلادی اطلاعات محرمانهٔ مهمی در ارتباط با ماشین انیگمای آلمانی‌ها در اختیار فرانسوی‌ها گذاشت که سبب شد ریاضی‌دان لهستانی ماریان ریفسکی و همکارانش بتوانند ساختار سیم‌کشی الکتریکی در روتورها و رفلکتورِ ماشین انیگما را درک کرده و بخش بزرگی از پیام‌های ارسالی آلمانی‌ها را رمزگشایی کنند.